# Leandre Saún i Rafales
Leandre Saún i Rafales (Gandesa, 17 de gener del 1912 - Tarragona, 3 de febrer del 2013) fou un militant i polític comunista, lluitador antifeixista durant la guerra civil i la segona guerra mundial, guerriller dels maquis a França i represaliat polític del franquisme. Fou militant del Partit Socialista Unificat de Catalunya (PSUC) i d'Iniciativa per Catalunya Verds (ICV). El 1979 fou elegit regidor de l'ajuntament de Tarragona pel PSUC.

## Biografia
Leandre Saún i Rafales nasqué el 17 de gener de 1912 a Gandesa en una família d'origen camperol i de tradició republicana. La seva infantesa es desenvolupà de forma tranquil·la, compaginant les feines al camp amb els estudis de música.
El 1930, amb divuit anys, s'afilià a Esquerra Republicana de Catalunya (ERC), militància que durà fins l'intent de cop d'Estat que inicià la guerra civil el 1936. Fou llavors, quan Leandre participà en la fundació del PSUC a la comarca de la Terra Alta, on es passen gairebé tots els militants d'ERC a Gandesa. Ja iniciat el conflicte, marxà a Barcelona per incorporar-se com a voluntari a les milícies antifeixistes, en les quals s'uní a la Columna Carles Marx, organitzada pel PSUC.
Assistí a l'Escola de Guerra, on assolí el grau de tinent. Posteriorment, lluità al front d'Aragó com a membre de l'Exèrcit Popular de la República fins a l'agost del 1937, quan fou ferit a Zuera, prop de Saragossa. A causa d'aquesta ferida, començà a treballar com a ajudant de camp pel general Riquelme, de qui esdevingué home de confiança fins al final de la guerra.
El 1939 amb la derrota a la guerra civil participà a la retirada de l'Exèrcit Popular a Catalunya i al febrer aconseguí travessar la frontera. Inicialment aconseguí evitar els camps de refugiats, fou detingut a Tolosa i internat al camp d'Argelers. Un cop començada la segona guerra mundial, i considerant el risc de poder ésser deportat a Espanya, fugí del camp de refugiats i de la policia francesa, juntament amb una companyia de treballadors, unint-se al maquis i a la resistència francesa. Sota la direcció de Cristian García col·laborà en l'organització dels guerrillers espanyols al sud de França com a responsable dels departaments francesos del Gard, la Losera i l'Ardecha. Fou en aquesta època de lluita guerrillera quan conegué Carme Casas i Godessart, qui esdevindria la seva muller.
El 1943 fou detingut pels nazis, però en no poder ésser comprovada la seva identiat, fou deixat en llibertat. El mateix any, la direcció del partit, ara ja el Partit Comunista d'Espanya (PCE), decidí tornar clandestinament a Espanya per reorganitzar-lo. Passant i treballant per Madrid, Aragó, la Rioja i Navarra organitzà un comitè regional del partit i acabà com a responsable de la secretaria política del partit a Saragossa. Finalment fou detingut el 8 de febrer del 1944 a Saragossa, delatat per un company del partit, i torturat per la policia durant nou dies a la comissaria de la ciutat. Fou presoner a la presó de Saragossa fins al 1945, quan fou traslladat a Tarragona per ser jutjat. El veredicte del judici sumaríssim fou de pena de mort.
Durant quatre anys Leandre esperà la seva execució, que no va arribar mai, a la presó provisional de Tarragona. El 1949 la pena de mort fou commutada per trenta anys de presó. Amb la pena de mort ja suspesa pogué organtizar la seva vida a la presó. El 1953 sol·licità un permís per contraure matrimoni dins la presó amb la seva promesa. L'hi fou concedit i, el 19 de maig del mateix any, es casà amb Carme Casas i Godesart.
El 7 de desembre de 1954, Complerts dotze anys de condemna,fou posat en llibertat i tornà a la vida pública. Poc després, tingué dos fills: Rosa Nieves, el 1957, i Leandre, el 1960. La parella continuà treballant a la clandestinitat per la llibertat, convertint-se en referents del PSUC en la lluita antifranquista i en fundadors del sindicat Comissions Obreres (CCOO) a Tarragona. El 1973 tornà a ser detingut, aquest cop per ser militant de l'Assemblea de Catalunya.
Ja en democràcia i amb la legalització del PSUC, entrà a formar part de la direcció del partit a Tarragona i el 1979 fou elegit regidor de l'ajuntament de la mateixa ciutat. El 1987 participà en la funcació d'Iniciativa per Catalunya Verds (ICV), partit en el qual participà activament fins a la seva mort.
Es mantingué actiu en la política tota la seva vida i particià i reivindicà la necessitat de recordar el passat i de preservar la memòria històrica, participant en organitzacions com l'Associació Catalana d'Expresos Polítics del Franquisme.
Morí el 4 de febrer de 2013 a Tarragona a l'edat de cent un anys.

## Reconeixements
- El 1994 fou nomenat Fill Adoptiu de Tarragona en reconeixement de la seva lluita per les llibertats de Catalunya.[2]
- Tarragona compta amb un carrer amb el seu nom i de la seva dona: "Carrer Carme Casas i Leandre Saún". Sota els seus noms, a la placa del carrer, s'hi pot llegir "Lluitadors per les llibertats".